# Bourg-Archambault

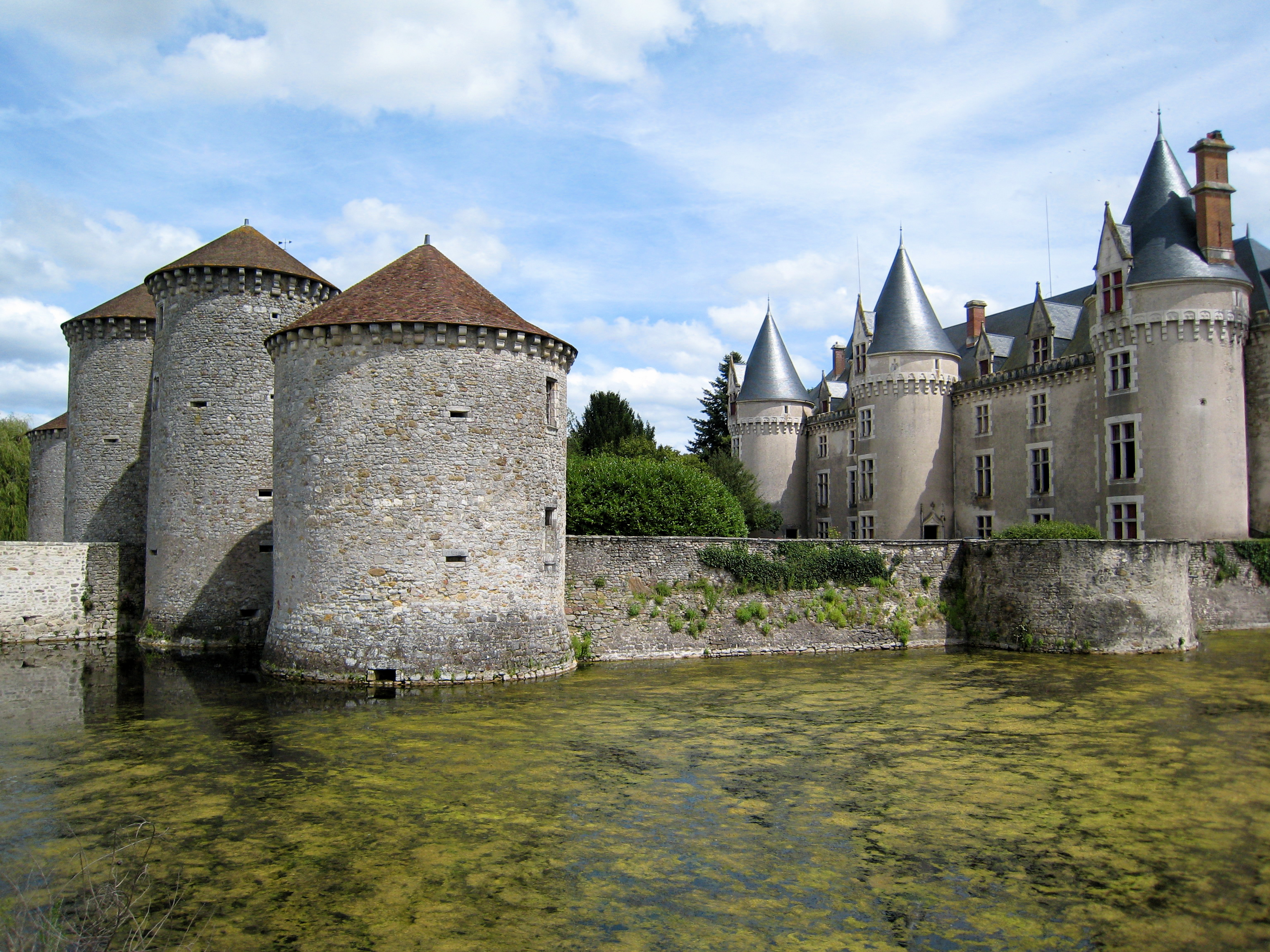
Lau dai

Bourg-Archambault là một xã, tọa lạc ở tỉnh Vienne trong vùng Nouvelle-Aquitaine, Pháp. Xã này có diện tích 24,33 km², dân số năm 2006 là 194 người. Xã nằm ở khu vực có độ cao trung bình 206 m trên mực nước biển.
Dân địa phương danh xưng tiếng Pháp là Bourg-Archambaugeois.

## Liên kết ngoài

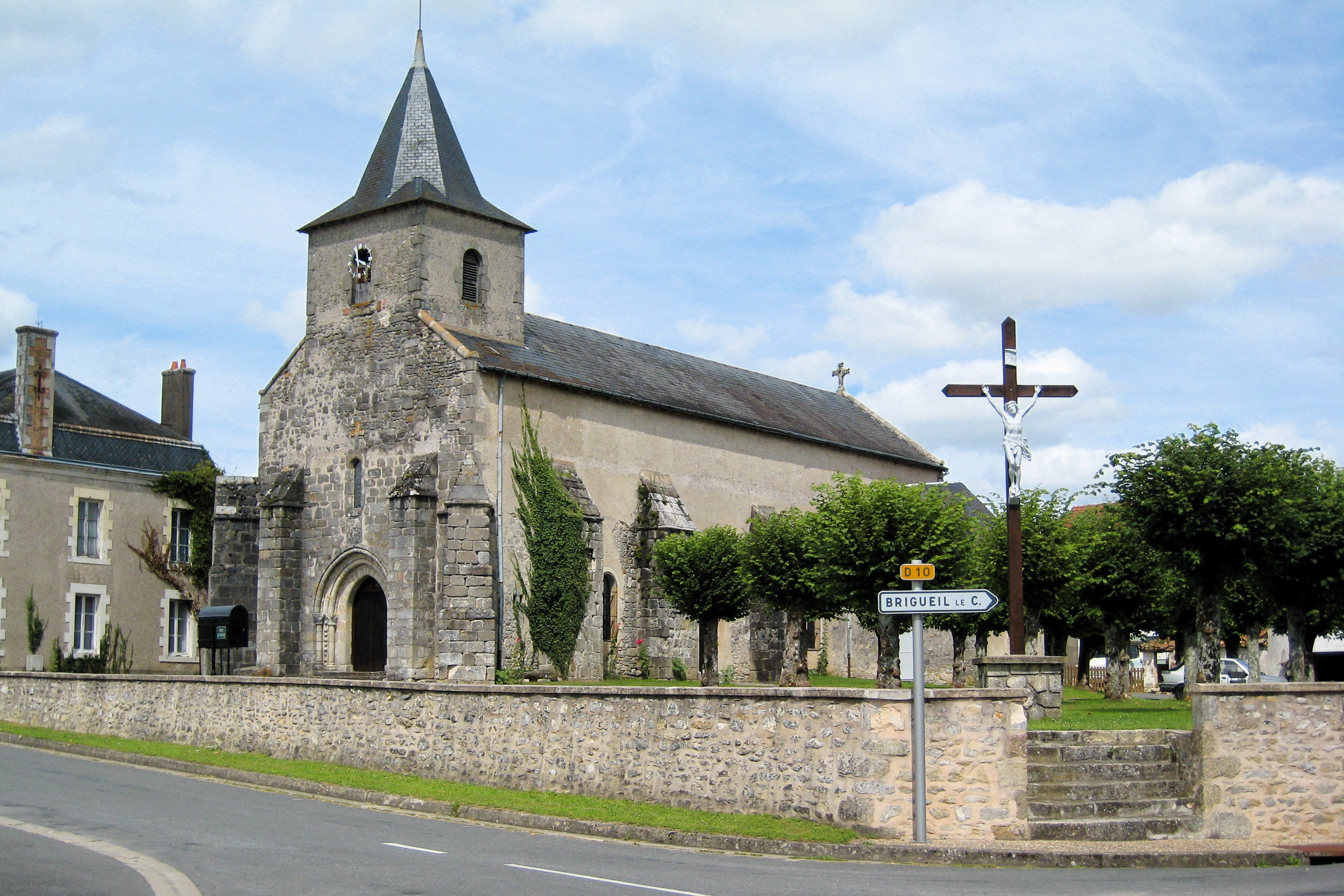
Eglise de Bourg-Archambault
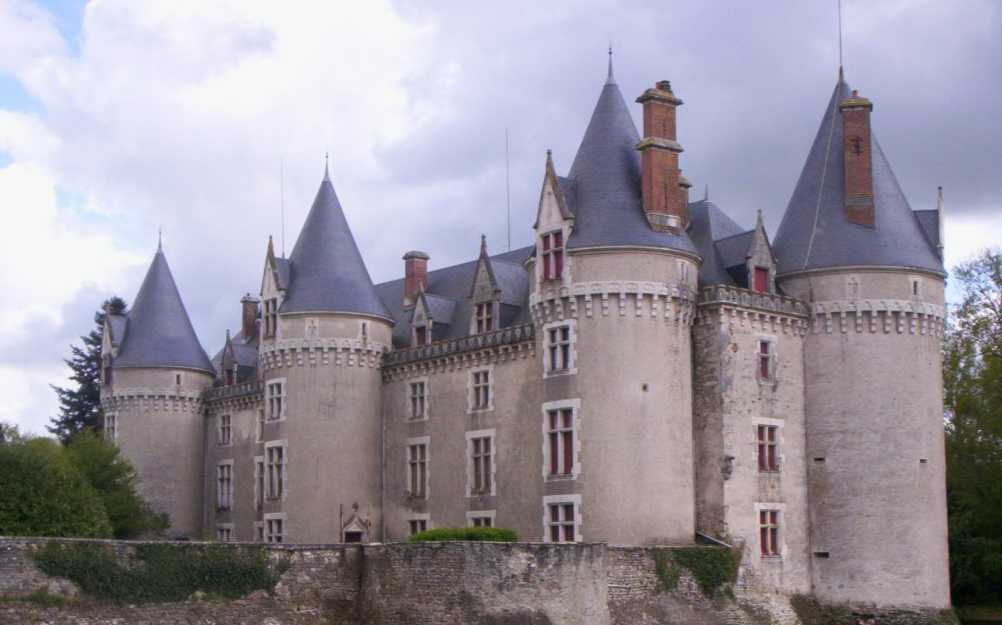
Château de Bourg-Archambault
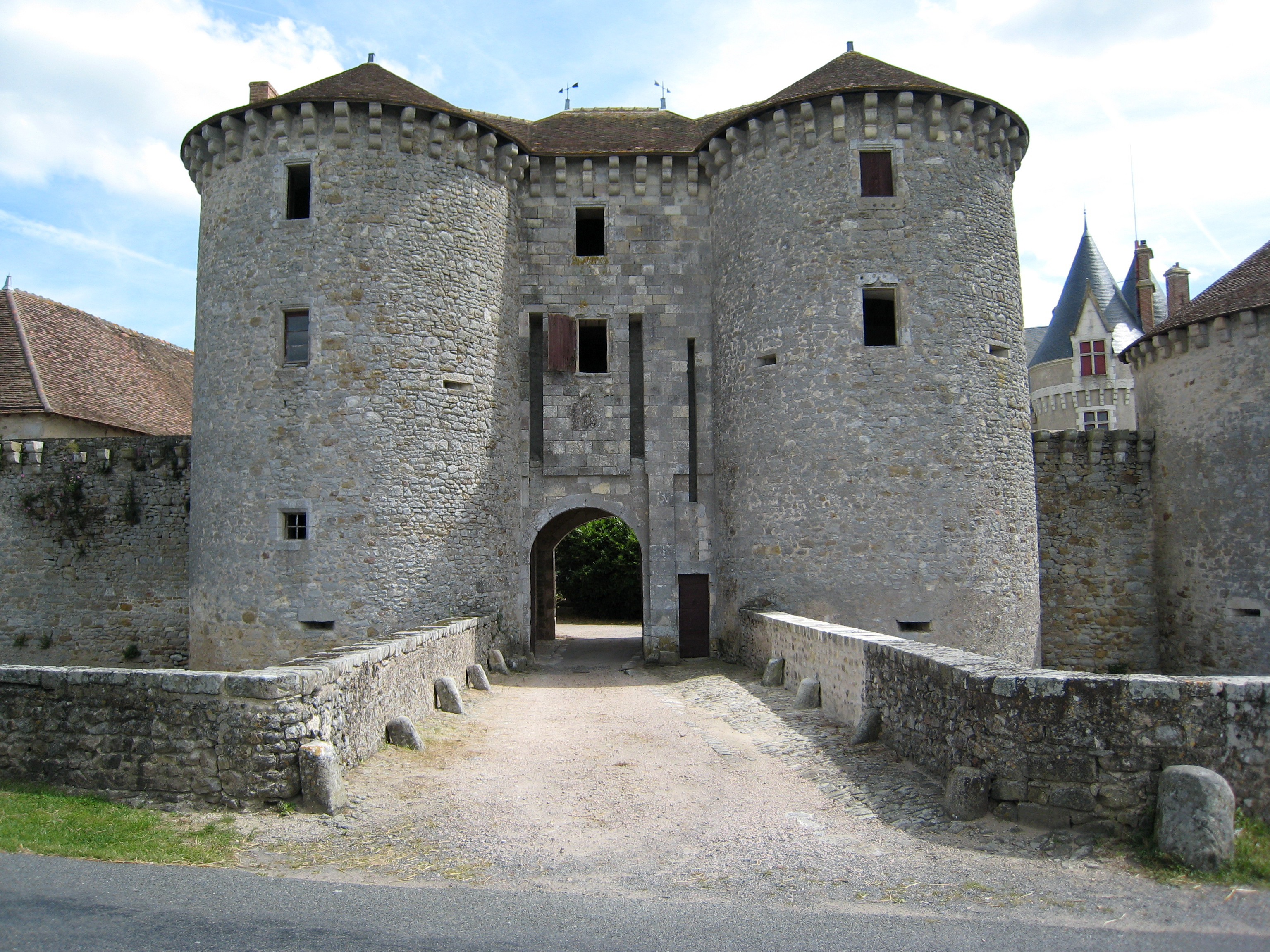
Pont de pierre remplaçant le pont-levis du château de Bourg-Archambault

## Biến động dân số
| Năm | 1962 | 1968 | 1975 | 1982 | 1990 | 1999 | 2006 |
| --- | ---- | ---- | ---- | ---- | ---- | ---- | ---- |
| Dân số | 245  | 298  | 248  | 209  | 201  | 194  | 194  |
| From the year 1962 on: No double counting—residents of multiple communes (e.g. students and military personnel) are counted only once. |      |      |      |      |      |      |      |